# Квиани
Квиани (груз. ქვიანი) — село в Грузии, на территории Ланчхутского муниципалитета края (мхаре) Гурия.

## География
Село находится в западной части Грузии, к югу от реки Риони, на расстоянии приблизительно 9 километров (по прямой) к востоку от города Ланчхути, административного центра муниципалитета. Абсолютная высота — 18 метров над уровнем моря.

## Население
По результатам официальной переписи населения 2014 года, в Квиани проживало 715 человек (346 мужчин и 369 женщин). В национальной структуре населения грузины составляли 99,3 %, украинцы — 0,3 %, армяне — 0,1 %.
| Год  | Население, человек |
| ---- | ------------------ |
| 2002 | 882                |
| 2014 | ↘ 715              |